# 湯瑪斯·布魯斯·懷特
老托马斯·布鲁斯·怀特（英語：Thomas Bruce White Sr.，1881年3月6日—1971年12月21日）是美国法律官员和典狱长。他因破获复杂而臭名昭著的歐塞奇印第安人謀殺案而闻名，后来又担任堪萨斯州萊文沃思監獄的典狱长。 

## 生平
怀特于1881年3月6日出生在德克薩斯州的橡樹山，是德克萨斯州特拉维斯县警长罗伯特·埃米特·怀特和玛格丽特·怀特的儿子。托马斯六岁时母亲去世。他曾就读于德克萨斯州乔治敦的西南大学。
怀特很早就离开学校，在全国各地游历，在俄克拉荷马州和加利福尼亚州从事过各种工作。1905年至1909年，他与四个兄弟姐妹中的三个一起应征入伍，加入了德克萨斯巡警队。他从巡警队辞职后，在圣塔菲铁路公司和南太平洋铁路公司担任特工至1917年。之后，他担任调查局（BOI）特工至1926年。在此期间，他负责休斯顿办事处，并担任奥萨奇谋杀案调查负责人；他巧妙地利用卧底探员收集信息，同时又不向与谋杀案有关的腐败执法人员和官员通风报信，从而使几起重大案件得以定罪。
奥萨奇谋杀案调查结束后，怀特离开调查局（后于1935年更名为联邦调查局），担任利文沃思监狱典狱长至1931年，在一次越狱行动中，他被持枪囚犯挟持并开枪击中，身受重伤。之后，联邦监狱局决定为怀特安排一项要求较低的任务，将他调往得克萨斯州埃尔帕索附近的拉图纳联邦惩教所（1932年-1951年）。从监狱系统退休后，汤姆一直在一个三人委员会工作，负责监督德克萨斯州被监禁者的赦免和假释听证会，直到1957年退休為止。
他於1971年12月21日去世。

## 流行文化
由詹姆斯·史都華扮演的托马斯·怀特的合成版本约翰·迈克尔·「奇普」·哈迪提（John Michael "Chip" Hardesty）是1959年电影《聯邦調查局》的主角，该片虚构了歐塞奇谋杀案和怀特的调查过程。
在2023年的电影《花月殺手》中，由演员傑西·普萊蒙扮演怀特。